# Ceramidia cataleuca
Ceramidia cataleuca là một loài bướm đêm thuộc phân họ Arctiinae, họ Erebidae.